# Shield AI
Shield AI — американская компания, занимающаяся аэрокосмическими и оборонными технологиями, базирующаяся в Сан-Диего, Калифорния. Компания разрабатывает беспилотные летательные аппараты, самолёты и программное обеспечение с искусственным интеллектом для помощи оборонным операциям. Его клиентами являются военные Соединенных Штатов и Бразилии.
Малый беспилотный авиационный комплекс (БАС) Nova компании стал первым беспилотным летательным аппаратом с искусственным интеллектом, который был развернут в оборонных целях в военной истории США.

## История
Shield AI был основан Брэндоном Ценгом, его братом Райаном Ценгом и Эндрю Рейтером в Сан-Диего, Калифорния, в 2015 году как стартап в области технологий обороны и искусственного интеллекта. Морской котик Брэндон придумал идею стартапа во время боевых действий в Афганистане. Во время выполнения задания его подразделение понесло потери в провинции Урузган из-за плохой разведки вражеского здания. Команда основателей начала свою деятельность с начальным фондом в размере 100 000 долларов США, собранным от друзей и семьи. В 2015 году они начали строить прототип своего флагманского беспилотника Nova.
В 2016 году Shield AI получила свой первый контракт в рамках программы автономии Министерства обороны США Defense Innovation Unit (DIU). В рамках этого контракта Nova впервые была развернута для разведки и боевой помощи на Ближнем Востоке в 2018 году.
В 2021 году компания получила контракт на 7,2 млн долларов от ВВС США на свои малые беспилотные авиационные комплексы (БАС). В ноябре того же года, согласно пресс-релизам компании, The Dallas Morning News сообщила, что после раунда финансирования компания была оценена более чем в 1 миллиард долларов. Компания получала финансирование от фирм венчурного капитала, таких как Andreessen Horowitz , Breyer Capital и Silicon Valley Bank. В июне 2022 г. TechCrunch процитировал пресс-релиз компании, оценивающей себя в 2,3 миллиарда долларов.
В 2022 году компания получила ещё один контракт от ВВС США в рамках программы Пентагона по увеличению стратегического финансирования AfVentures (AFWERX-STRATFI). FedScoop сообщила, что стоимость контракта составляет 60 миллионов долларов. В июле 2022 года Shield AI была выбрана в качестве одной из нескольких компаний, оказывающих помощь ВВС США в программе совместного управления всеми доменами (JADC2).
В 2022 году компания открыла офис в Объединённых Арабских Эмиратах под руководством вице-адмирала морских котиков в отставке Боба Харварда.

## Технологии
Shield AI использует машинное обучение и искусственный интеллект для разработки программного обеспечения и инструментов защиты. В 2015 году компания разработала Nova, автономный дрон-квадрокоптер, и Hivemind, его стек автономности и искусственного интеллекта. Это программное обеспечение помогает дронам и самолётам автономно маневрировать в средах с плохими GPS и связью. Его продукция используется для разведки в ближнем бою и решения таких задач, как зачистка помещений.
Nova — это автономный беспилотный квадрокоптер, относящийся к категории беспилотных летательных аппаратов, который работает с использованием лидарной технологии и может перемещаться в условиях, не зависящих от GPS. В военных боевых задачах дрон может проникать во вражеское здание и отправлять фотографии и карты отряду солдат, чтобы помочь им лучше ориентироваться в нём.
Shield AI также разрабатывает летательные аппараты с вертикальным взлетом и посадкой (VTOL) с искусственным интеллектом под названием V-BAT благодаря приобретению БПЛА Martin. В 2022 году Бразилия заказала партию V-BAT для своей обороны.